# Kotozakura Masakatsu
Kotozakura Masakatsu (jap. 琴櫻 傑將, eig. Kamatani Norio 紀雄 鎌谷; * 26. November 1940 in Kurayoshi, Präfektur Tottori; † 14. August 2007 in der Präfektur Chiba) war ein japanischer Sumōringer. Er war der 53. Yokozuna.
Er war mit 1,82 m und zu Zeiten seiner größten Erfolge um 150 kg ein relativ schwerer Ringer, der jedoch auch sehr anfällig für Knieverletzungen war, was ihn letztendlich zwang, seine aktive Karriere zu beenden. Der „wilde Stier“ war bekannt für seine Fähigkeit, seine Gegner zu Beginn des Kampfes (Tachi-ai) mit einem Sturmangriff zu überrennen und anschließend aus dem Ring zu schieben. Häufig verwendete er dabei Nodo-wa, Schläge gegen den Hals des Gegners.
Kotozakura war als Mittelschüler bereits ein erfolgreicher Judoka und wandte sich in seiner Oberschulzeit dem Amateursumō zu. Bei einem Turnier konnte er auf nationaler Ebene den dritten Platz belegen. Ex-Komusubi Kotonishiki, damals Stallmeister (Oyakata) des Sadogatake-beya, holte ihn in seinen Ringerstall. Sein erstes Turnier bestritt Kotozakura im Januar 1959 unter seinem Geburtsnamen. Bald darauf erhielt er von seinem Oyakata den Kampfnamen (Shikona) „Kotozakura“.
Im Januar 1960 gewann Kotozakura sein erstes Turnier als Kämpfer der Sandanme-Division; er hatte seit seiner Einführung bis zu diesem Zeitpunkt auf jedem Turnier mindestens sechs der (damals noch) acht Begegnungen für sich entschieden. Im Juli 1962 wurde er mit dem Aufstieg in die Jūryō-Division in die Ränge der privilegierten Sekitori aufgenommen. Nach zwei Turniersiegen (Yusho) in dieser Division stand er im März 1963 endlich in der höchsten Liga des japanischen Profisumō, der Makuuchi-Division.
Anfängliche Schwierigkeiten ließen ihn kurzzeitig in die zweite Liga zurückfallen, doch Kotozakura erreichte den sofortigen Wiederaufstieg und kämpfte sich bis zum November 1963 in die vorderen Maegashira-Ränge vor. Während des Turniers fielen zwei seiner Heya-Kollegen falsch zubereitetem Fugu zum Opfer. Schockiert durch die Tragödie verlor Kotozakura seine Konzentration und schaffte nach einer Reihe von Niederlagen nur mit Mühe den Kachi-koshi, erhielt dafür aber den Sonderpreis für herausragende Leistung.
Im Januar 1964 trat Kotozakura als Komusubi und damit erstmals als Sanyaku-Ringer an. In diesem Turnier verlor er nur knapp gegen Yokozuna Kashiwado, nachdem der Gyōji von den Shimpan überstimmt worden war, zog sich allerdings während des Basho eine mehrfache Knöchelfraktur und eine Dislokation des Kniegelenks zu. Dadurch fiel er ans Ende der Tabelle zurück. Im Mai 1964 erlitt er, der noch nicht vollständig ausgeheilt antrat, einen 5–10-Make-koshi und rutschte dadurch bis in die Jūryō ab. Diesen herben Rückschlag glich er jedoch rasch wieder aus, kehrte innerhalb zweier Turniere in die Makuuchi zurück und erkämpfte auch wieder einen Platz an der Tabellenspitze.
Im Septemberturnier 1967 besiegte Kotozakura sowohl die amtierenden Yokozuna Kashiwado und Sadanoyama als auch die Ōzeki Yutakayama und Kitanofuji (der später Großmeister wurde). Er beendete das Basho mit 11–4 und wurde, nachdem er bereits im Juli drei Ōzeki überwunden hatte, selbst in diesen Stand erhoben. Der weitere Aufstieg zu Yokozuna-Ehren blieb ihm vorerst verwehrt, seine nächsten Yusho errang er in den Turnieren im Juli 1968 und März 1969. In dieser Zeit litt er ständig unter Verletzungen. Drei Mal war er dadurch gefährdet, seinen Rang einzubüßen (Kadoban).
Erst sein dreißigstes Basho als Ōzeki im November 1972 sollte die Wende bringen. Dieses entschied er wie auch das folgende Hatsu-Basho mit 14–1 für sich. Nach fünf Jahren schaffte Kotozakura die Beförderung zum Yokozuna. Nach einem weiteren Triumph beim Nagoya-basho 1973 konnte der neue Yokozuna jedoch keine weiteren Yusho einfahren. Stattdessen zwangen ihn wiederkehrende Knieverletzungen 1974 zunächst zu pausieren, bevor er kurz vor dem Juliturnier des Jahres seinen Rücktritt erklärte. Nach 66 Turnieren in der Makuuchi lautete sein Kampfrekord 553 Siege zu 345 Niederlagen, in 77 Kämpfen war er nicht angetreten.
Kotozakura erwarb zunächst den Shiratama-Anteil und plante, einen eigenen Ringerstall zu gründen, doch als zehn Tage darauf sein alter Oyakata starb, übernahm er dessen Sadogatake-beya. Bei seinem altersbedingten Ausscheiden 2005 übergab er die Leitung an seinen Schwiegersohn, den ehemaligen Sekiwake Kotonowaka.
Er starb an Herzschwäche.